# Kodihalli, Kudligi
Kodihalli là một làng thuộc tehsil Kudligi, huyện Bellary, bang Karnataka, Ấn Độ.